# Cecil Boden Kloss

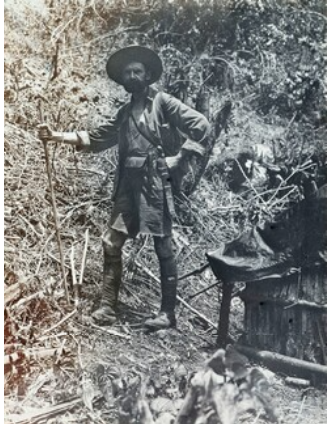
Retrato de Cecil Boden Kloss durante a Expedição Wollaston.

Cecil Boden Kloss (28 de março de 1877–19 de agosto de 1949) foi um zoólogo inglês, especialista em mamíferos e aves do Sudeste Asiático. Foi homenageado em diversos nomes científicos de seres vivos.
Kloss nasceu em uma família de ascendência holandesa que vivia em Worcestershire. No início do século XX, Kloss acompanhou o naturalista americano William Louis Abbott na exploração das ilhas Andaman e Nicobar. Durante os anos de 1912 e 1913, Kloss participou da 2ª Expedição Wollaston à Nova Guiné Holandesa, liderada pelo médico e explorador britânico Sandy Wollaston, na qualidade de zoólogo. A partir de 1908, trabalhou com Herbert Christopher Robinson no museu em Kuala Lumpur. Foi diretor do Museu Raffles de 1923 a 1932 e presidente da filial malaia da Royal Asiatic Society em 1930.